# Norwegische Meisterschaften im Biathlon 2017
Die Norwegischen Meisterschaften im Biathlon 2017 fanden zwischen dem 23. und dem 26. März 2017 in Mo i Rana statt.

## Männer

### Sprint (10 km)
| Platz | Starter                      | Zeit    | Schießfehler |
| ----- | ---------------------------- | ------- | ------------ |
| 1     | Johannes Thingnes Bø         | 25:59,9 | 1+0          |
| 2     | Håvard Gutubø Bogetveit      | +0:48,8 |              |
| 3     | Vetle Sjåstad Christiansen   | +0:58,6 | 0+0          |
| 4     | Kristoffer Langøien Skjelvik | +1:02,5 | 1+0          |
| 5     | Henrik L’Abée-Lund           | +1:02,6 | 0+2          |
| 6     | Emil Hegle Svendsen          | +1:08,2 | 1+0          |
| 7     | Tore Leren                   | +1:11,9 |              |
| 8     | Vegard Bjørn Gjermundshaug   | +1:19,7 |              |
| 9     | Aslak Nenseter               | +1:31,3 | 0+0          |
| 10    | Henrik Sagosen Smeby         | +1:40,0 | 0+0          |

Start: 24. März 2017

### Verfolgung (12,5 km)
| Platz | Starter                      | Zeit    | Schießfehler |
| ----- | ---------------------------- | ------- | ------------ |
| 1     | Kristoffer Langøien Skjelvik | 55:58,7 | 0+0+0+0      |
| 2     | Aslak Nenseter               | +0:50,2 | 0+0+0+0      |
| 3     | Henrik L’Abée-Lund           | +1:07,9 | 0+1+1+1      |
| 4     | Vegard Bjørn Gjermundshaug   | +1:16,0 | 0+0+0+2      |
| 5     | Vetle Sjåstad Christiansen   | +1:27,8 | 0+2+1+1      |
| 6     | Tore Leren                   | +1:38,8 | 0+0+3+0      |
| 7     | Håvard Gutubø Bogetveit      | +1:46,8 | 2+1+1+1      |
| 8     | Lars Helge Birkeland         | 1:48,3  | 0+1+0+3      |
| 9     | Henrik Sagosen Smeby         | +1:53,4 | 2+0+0+1      |
| 10    | Martin Femsteinevik          | +1:58,4 | 2+0+0+1      |

Start: 25. März 2017

### Massenstart (15 km)
| Platz | Starter                      | Zeit    | Schießfehler |
| ----- | ---------------------------- | ------- | ------------ |
| 1     | Lars Helge Birkeland         | 38:00,7 | 3+5+3+0      |
| 2     | Erlend Bjøntegaard           | +0:17,7 | 1+2+2+1      |
| 3     | Vetle Sjåstad Christiansen   | +0:19,8 | 3+3+0+1      |
| 4     | Andreas Kvam                 | +0:25,0 | 4+2+1+0      |
| 5     | Henrik Sagosen Smeby         | +0:27,3 | 1+1+3+3      |
| 6     | Martin Lindland              | +0:51,6 | 1+1+2+1      |
| 7     | Vetle Ravnsborg Gurigand     | +1:07,6 | 2+1+1+2      |
| 8     | Kristoffer Langøien Skjelvik | +1:30,4 | 3+1+2+3      |
| 9     | Kristian Andre Aalerud       | +1:32,2 | 2+3+3+2      |
| 10    | Henrik L’Abée-Lund           | +1:32,9 | 1+4+1+4      |

Start: 26. März 2017

### Staffel (4 × 7,5 km)
| Platz | Starter                                                                                  | Region             | Zeit      |
| ----- | ---------------------------------------------------------------------------------------- | ------------------ | --------- |
| 1     | Jarle Midthjell Gjørven Ole Martin Erdal Håvard Gutubø Bogetveit Johannes Thingnes Bø    | Sogn og Fjordane 1 | 1:19:07,3 |
| 2     | Ole Andreas Flotten Andreas Kvam Andreas Dahlo Wærnes Emil Hegle Svendsen                | Sør-Trøndelag 1    | +0:00,1   |
| 3     | Martin Lindland Vetle Sjåstad Christiansen Erlend Bjøntegaard Henrik Sagosen Smeby       | Buskerud 1         | +1:45,0   |
| 4     | Lars Gunnar Skjevdal Tore Leren Vegard Bjørn Gjermundshaug Kristoffer Skjelvik           | Nord-Østerdal 1    | +2:18,6   |
| 5     | Thomas Fenne Martin Femsteinevik Bjarte Solvang Erling Aalvik                            | Hordaland 1        | +2:59,7   |
| 6     | Thomas Storvik Karsten Storvik Martinussen Kristian Andre Aalerud Henrik L’Abée-Lund     | Oslo og Akershus 1 | +3:48,0   |
| 7     | Robin Johan Benonisen Olav Lanes Severinsen Marius Norø Ingebrigtsen Fredrik Mack Rørvik | Troms 1            | +3:51,8   |
| 8     | Vemund Ravnsborg Gurigard Sondre Bollum Kristoffer Jonsson Vetle Ravnsborg Gurigard      | Oppland 1          | +4:42,0   |
| 9     | Lars Aasheim Svaland Håkon Svaland Espen Uldal Lars Helge Birkeland                      | Agder 1            | +4:45,5   |
| 10    | Herman Dramdal Borge Tommi Luchsinger Filip Fjeld Andersen Aleksander Morsund Karlsen    | Buskerud 2         | +4:53,2   |

Start: 23. März 2017

## Frauen

### Sprint (7,5 km)
| Platz | Starter                  | Zeit    | Schießfehler |
| ----- | ------------------------ | ------- | ------------ |
| 1     | Hilde Fenne              | 21:19,9 | 1+1          |
| 2     | Tiril Eckhoff            | +0:03,5 | 1+1          |
| 3     | Synnøve Solemdal         | +0:15,6 | 0+1          |
| 4     | Kaia Wøien Nicolaisen    | +0:17,2 | 0+0          |
| 5     | Rikke Hald Andersen      | +0:27,4 | 0+0          |
| 6     | Kristina Skjevdal        | +0:36,8 | 0+0          |
| 7     | Karoline Erdal           | +0:42,6 | 0+0          |
| 8     | Sigrid Bilstad Neraasen  | +1:05,9 | 0+0          |
| 9     | Emilie Ågheim Kalkenberg | +1:05,9 | 0+1          |
| 10    | Marte Olsbu              | +1:07,3 | 3+0          |

Start: 24. März 2017

### Verfolgung (10 km)
| Platz | Starter                    | Zeit    | Schießfehler |
| ----- | -------------------------- | ------- | ------------ |
| 1     | Tiril Eckhoff              | 48:47,0 | 0+1+1+1      |
| 2     | Kaia Wøien Nicolaisen      | +0:33,9 | 0+0+0+0      |
| 3     | Hilde Fenne                | +0:54,0 | 1+1+3+1      |
| 4     | Marte Olsbu                | +1:08,8 | 0+0+0+1      |
| 5     | Synnøve Solemdal           | +1:10,1 | 0+1+2+0      |
| 6     | Sigrid Bilstad Neraasen    | +2:02,4 | 0+0+0+1      |
| 7     | Karoline Offigstad Knotten | +2:36,9 | 0+0+0+1      |
| 8     | Karoline Erdal             | +2:45,1 | 3+1+1+0      |
| 9     | Thekla Brun-Lie            | +2:45,4 | 0+1+1+0      |
| 10    | Ingrid Landmark Tandrevold | +2:47,4 | 1+1+0+2      |

Start: 25. März 2017

### Massenstart (12,5 km)
| Platz | Starter                    | Zeit    | Schießfehler |
| ----- | -------------------------- | ------- | ------------ |
| 1     | Marte Olsbu                | 37:29,7 | 1+0+3+0      |
| 2     | Tiril Eckhoff              | +0:51,9 | 2+3+1+2      |
| 3     | Synnøve Solemdal           | +0:57,7 | 2+0+2+2      |
| 4     | Karoline Offigstad Knotten | +1:08,8 | 2+0+1+1      |
| 5     | Anne Marit Bredalen        | +1:15,7 | 0+1+0+1      |
| 6     | Karoline Erdal             | +1:18,9 | 1+0+2+1      |
| 7     | Fanny Horn Birkeland       | +2:08,5 | 2+4+2+1      |
| 8     | Hilde Fenne                | +2:16,9 | 4+2+2+3      |
| 9     | Ingrid Landmark Tandrevold | +2:27,2 | 2+0+2+4      |
| 10    | Thekla Brun-Lie            | +2:32,8 | 0+1+5+2      |

Start: 26. März 2017

### Staffel (3 × 6 km)
| Platz | Starter                                                               | Region             | Zeit    |
| ----- | --------------------------------------------------------------------- | ------------------ | ------- |
| 1     | Rikke Hald Andersen Thekla Brun-Lie Kristin Hjelstuen                 | Oslo og Akershus 2 | 57:12,7 |
| 2     | Kaia Wøien Nicolaisen Fanny Horn Birkeland Ingrid Landmark Tandrevold | Oslo og Akershus 1 | +0:24,6 |
| 3     | Karoline Knotten Maren Wangensteen Sigrid Bilstad Neraasen            | Oppland 1          | +2:18,5 |
| 4     | Kristina Skjevdal Eline Grue Marion Rønning Huber                     | Nord-Østerdal 1    | +2:41,5 |
| 5     | Ragnhild Femsteinevik Kristin Sande Hilde Fenne                       | Hordaland 1        | +3:15,3 |
| 6     | Ingvild Sangesland Kristin Mestad Marte Olsbu                         | Agder 1            | +3:48,7 |
| 7     | Aina Fossbakken Røsten Turi Sturstrøm Thoresen Anne Leren             | Nord-Østerdal 1    | +4:05,1 |
| 8     | Frida Sørmo Marthe Johansen Emilie Ågheim Kalkenberg                  | Nordland 1         | +4:12,5 |
| 9     | Ane Einbu Baugerød Ane Sandaker Kvittingen Mari Wetterhus             | Buskerud 1         | +4:45,7 |
| 10    | Une Kvelvane Ingvild Berlandstveit Heidi Berlandstveit                | Hordaland 2        | +4:58,6 |

Start: 23. März 2017